# Esquadrão Vitorioso
Esquadrão Vitorioso (All-Winner Squad no original) é um grupo de super-heróis da Marvel Comics. Criado por Bill Finger, o grupo estreou em  All Winners Comics #19 (1946), publicada pela Timely Comics, predecessora da Marvel Comics durante o período conhecido como Era de Ouro das histórias em quadrinhos, o grupo foi formado por Capitão América (Steve Rogers), seu parceiro Bucky Barnes, o androide Tocha Humana ("Jim Hammond") e seu parceiro Centelha (ou Toro, Thomas Raymond), Namor, o Príncipe Submarino, Ciclone e Miss América. 

## Membros
- Capitão América (Steven "Steve" Grant Rogers)
- Tocha Humana(Jim Hammond)
- Bucky II (Fred Davis)
- Ciclone (Robert "Bob" L. Frank)
- Miss América (Madeline Frank)
- Namor, O Príncipe Submarino (Namor McKenzie)
- Patriota (Capitão América III) (Jeffrey "Jeff" Mace)
- Centelha (Thomas Raymond)